# 森山皓太
森山 皓太（もりやま こうた、1993年11月29日 - ）は、ジャパンラグビーリーグワン中国電力レッドレグリオンズに所属するラグビーユニオン選手。

## プロフィール
- 京都府出身[1]。
- ポジションはフランカー(FL)、ナンバーエイト(No8)。
- 身長 186 cm、体重 110 kg
- 弟の迅都(現・中国電力レッドレグリオンズ)も弟の飛翔(現・帝京大学)ラグビー選手[2]。

## 略歴
2012年、東山高校卒業後、摂南大学に入る。
2016年、摂南大学卒業後、中国電力(現・中国電力レッドレグリオンズ)に加入。同年9月4日に行われたトップキュウシュウ第1節JR九州サンダース戦に先発出場で公式戦初出場を果たす。

## 受賞歴
- 2022ゴールデンショルダー (DIVISION 3)
- 2023-24ゴールデンショルダー (DIVISION 3)
- 2024-25ベストタックラー(DIVISION 3), ゴールデンショルダー (DIVISION 3)